# ジンギスカンバケツ

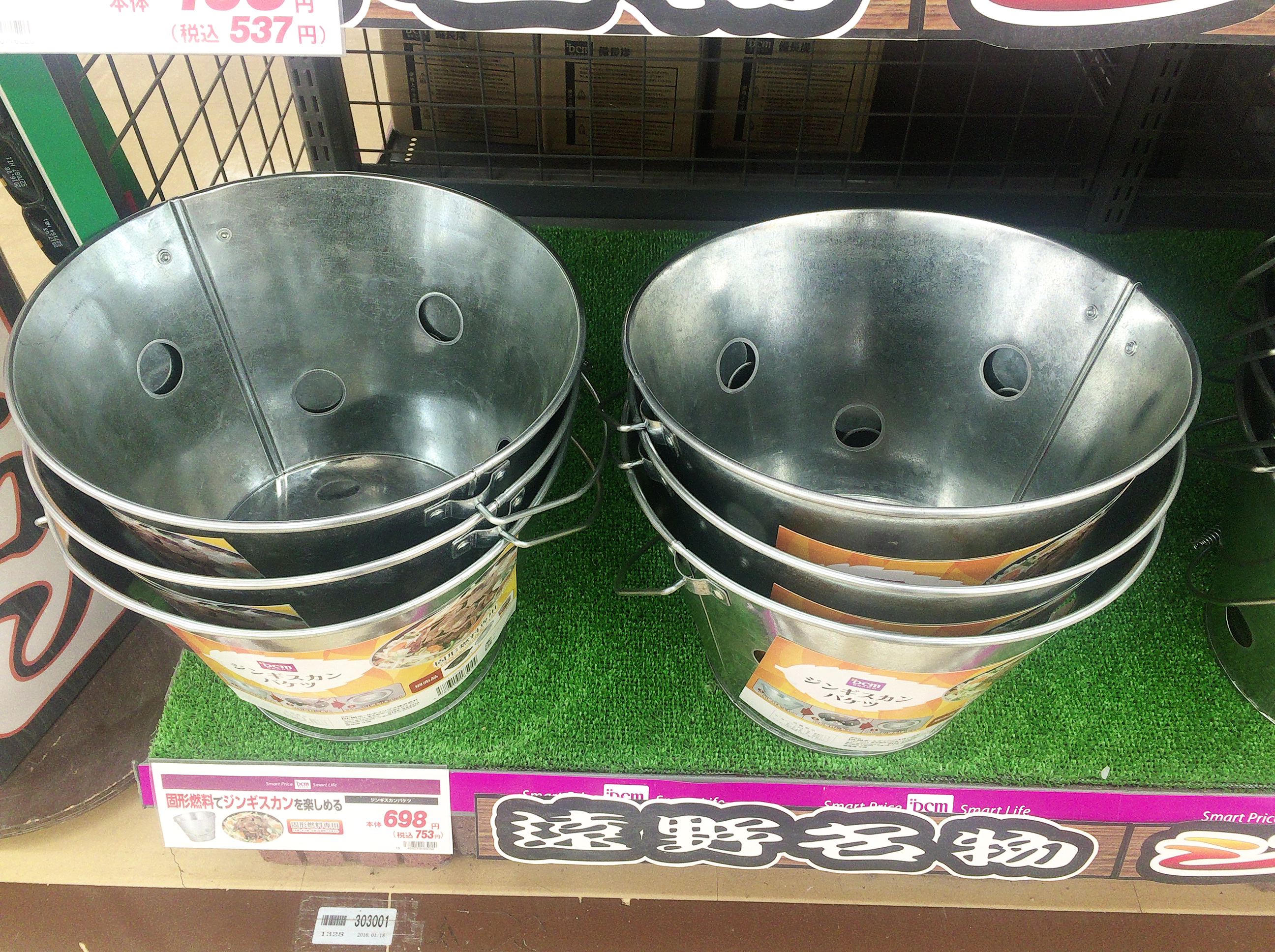
遠野市内のホームセンターで販売されているジンギスカンバケツ

ジンギスカンバケツは、ジンギスカン料理に使用される岩手県遠野市発祥の調理器具。

## 解説
ジンギスカン鍋が収まる寸法で設計された鉄製の穴あきバケツである。側面に空気を循環させるための通気孔が多数開けられており、中に固形燃料を入れて、そのまま調理ができる。
固形燃料を使用するため、火起こしの必要もなく、手軽に着火ができ、なおかつ後片づけも簡単なことなどがメリットである。また、鉄板の過熱による爆発事故の危険もあるカセット式ガスコンロとは異なり、使用方法を誤らなければ安全である。
考案したのは遠野市のジンギスカン専門店「ジンギスカンのあんべ」の2代目店主である。同店では当初、祭りなどのイベントに肉を届ける際、七輪を貸し出していたが、配達途中に破損することが多かったため、通気孔を開けたブリキ製のバケツに固形燃料を入れることを思いついた。店頭でバケツと鍋の貸し出しを始めたところ、手軽さからすぐに市内に普及した。
遠野では、花見や川遊び、芋煮会など野外イベントの際、ジンギスカンバケツでの調理が定着しており、ジンギスカンバケツはほとんどの家庭に備わっている。2013年からは、市民だけでなく観光客にもジンギスカンバケツに触れてもらおうと「バケツでジンギスカン大会」が毎年開催されるようになった。
遠野と同じくジンギスカンが盛んな北海道には元々、このような発想の製品はなかったが、マスメディアでの紹介もあり、北海道でも販売されるようになっている。